# 이사벨라 로셀리니
이사벨라 피오렐라 엘레트라 조반니 로셀리니(이탈리아어: Isabella Fiorella Elettra Giovanna Rossellini, 1952년 6월 18일 ~ )는 이탈리아의 배우, 모델이다. 영화 감독 로베르토 로셀리니와 배우 잉그리드 버그먼의 딸이다.

## 작품 목록

### 영화
- 백야 (1985)
- 블루 벨벳 (1986)
- 씨에스타 (1987)
- 광란의 사랑 (1990)
- 죽어야 사는 여자 (1992)
- 이노센트 (1993)
- 투 러버스 (2008)
- 에너미 (2013)
- 마르셀, 신발 신은 조개 (2021) - 코니 역 (목소리)
- 키메라 (2023) - 플로라 역
- 우주인 (2024) - 투마 국장 역
- 콘클라베 (2024) - 아그네스 수녀 역

### 드라마
- 나폴레옹 (A&E, 2002) - 조세핀 역